# Protesty górników w dolinie Jiu (1977)

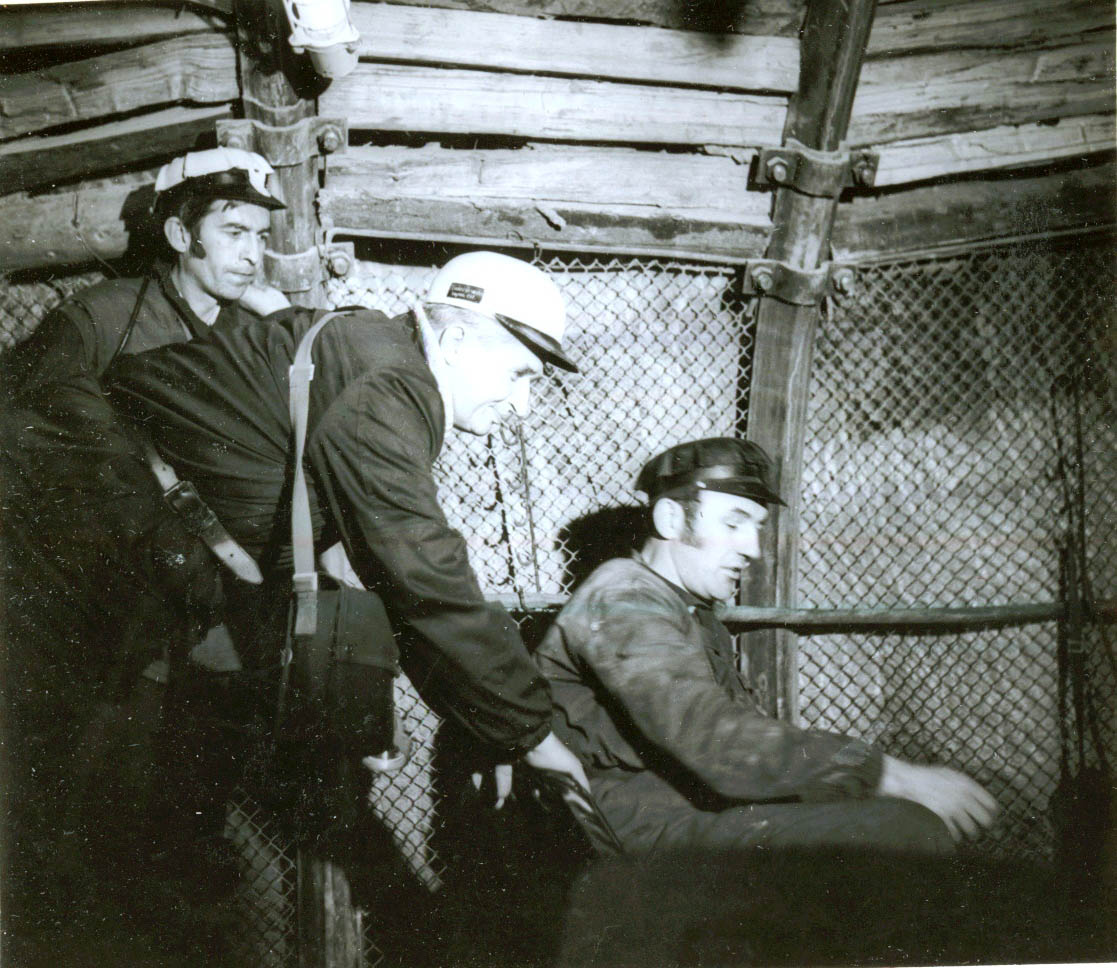
Nicolae Ceaușescu podczas wizyty w kopalni w Lupeni, listopad 1977

Protesty górników w dolinie Jiu – strajki górnicze, które trwały od 1 do 4 sierpnia 1977 roku.
Przyczyną protestów była zapowiedź obniżki świadczeń socjalnych i emerytur oraz podniesienie wieku emerytalnego z 50 do 55 lat. Protestujący górnicy domagali się od Nicolae Ceaușescu wycofania się z zapowiedzi oraz skrócenia czasu pracy na zmianie z ośmiu do sześciu godzin. W protestach w dolinie Jiu wzięło udział od 30 do 35 tys. górników.
Protesty rozpoczęły się 1 sierpnia w Lupeni. W ciągu kilku godzin strajki rozprzestrzeniły się na całą dolinę Jiu. Górnicy zajęli kopalnie i odmawiali rozmów z miejscowymi władzami. Wysłana przez Securitate straż pożarna bezskutecznie próbowała rozpędzić górników armatkami wodnymi. W rejon strajku wysłano dwóch członków Egzekutywy Komitetu Politycznego – szwagra Nicolae Ceaușescu Ilię Verdeța i Gheorghę Pana. Negocjacje zakończyły się niepowodzeniem. Górnicy zatrzymali przybyłych członków egzekutywy w charakterze zakładników i domagali się rozmowy z prezydentem Nicolae Ceaușescu.
Prezydent przerażony skalą protestów przerwał letni urlop w czarnomorskiej willi w Neptunie i pojechał do Lupeni, by tam porozmawiać z robotnikami. Kolumnie rządowych samochodów nie udało się przebić przez masy strajkujących górników. Nicolae Ceaușescu był zmuszony pójść na piechotę do głównej siedziby kierownictwa kopalni. Po dotarciu prezydenta do dyrekcji, rzecznik strajkujących Ion Dobra zapytał się protestujących, czy najpierw chcą rozmawiać z Ceaușescu czy też przedstawić żądania. Górnicy zdecydowali, że prezydent najpierw powinien wysłuchać żądań. Po przedstawieniu problemów Ceaușescu skrytykował protest, nazywając go „hańbą dla całego narodu”. Górnicy zaczęli krzyczeć Jos Ceaușescu (Precz z Ceaușescu). Aby uspokoić sytuację Ceaușescu poprosił robotników o powrót do pracy, ostrzegając, że protesty może stłumić Związek Radziecki. Prezydent obiecał także zgodzić się na żądania robotników. 4 sierpnia robotnicy wrócili do pracy i zakończyli strajk.
5 sierpnia Nicolae Ceaușescu spotkał się z Leonidem Breżniewem i poinformował go o wydarzeniach w dolinie Jiu. 8 sierpnia podczas posiedzenia Egzekutywy Komitetu Politycznego Rumuńskiej Partii Komunistycznej wprowadzono sześciogodzinny dzień pracy, poprawiono zaopatrzenie górników i wycofano się ze zmiany wieku emerytalnego. Warunki życiowe poprawiły się na krótko. Do końca 1977 roku Ceaușescu nakazał zamknięcie szpitala w Lupeni. Do jesieni dolina Jiu była rejonem zamkniętym. Krewni górników mogli tam wjechać wyłącznie ze specjalną przepustką. 4 listopada do Lupeni udało się małżeństwo Ceaușescu i Ilie Verdeța, którzy zostali powitani oklaskami i okrzykami. Podczas spotkania prezydent Rumunii otrzymał tytuł „honorowego górnika”.
Po protestach przywódcy protestów ginęli w niewyjaśnionych okolicznościach. Jeden z nich, Gheorghe Jurca, w 1977 roku zginął w wypadku drogowym. Według plotek w wypadku miał zginąć także rzecznik Ion Dobra. W rzeczywistości był przetrzymywany w areszcie domowym w Krajowej, a w 1990 roku został ambasadorem Rumunii w Londynie.
Wieści o wydarzeniach w dolinie Jiu krążyły po Rumunii w sposób nieoficjalny. Rumuńskie media nie informowały o strajku, który był największym wystąpieniem opozycji przeciwko rządom komunistycznym do 1989 roku.
Jednym z uczestników protestów w dolinie Jiu był Miron Cozma – rumuński działacz związkowy, organizator mineriad.